# Lee Pomeroy
Lee Pomeroy (Londra, 23 febbraio 1967) è un bassista britannico.

## Biografia

### Esperienze nelle band
È in grado di suonare il basso, ma anche la chitarra, il mellotron e lo stick chapman. Durante gli anni '90 fu sessionman per i Take That; È stato membro del gruppo Archive dal 1999 al 2006, degli Yes Featuring Jon Anderson, Trevor Rabin, Rick Wakeman e della Electric Light Orchestra dal 2018 al 2021.

### Gli Headspace
È maggiormente noto per essere il bassista degli Headspace, gruppo musicale progressive metal  del quale è uno dei fondatori.

## Discografia

### Solista
- 2002 - Funk
- 2007 - Sold Out

### Con la Electric Light Orchestra
- 2019 - From Out of Nowhere (Jeff Lynne's ELO)

### Con gli Headspace (gruppo musicale)|Headspace
- 2012 – I Am Anonymous
- 2016 – All That You Fear is Gone

### Con gli Archive
- 2002 - You All Look the Same to Me
- 2004 - Noise

### Collaborazioni
- 2018 - Live at Apollo - Yes Featuring Jon Anderson, Trevor Rabin, Rick Wakeman